# Exército do Norte (Províncias Unidas do Rio da Prata)

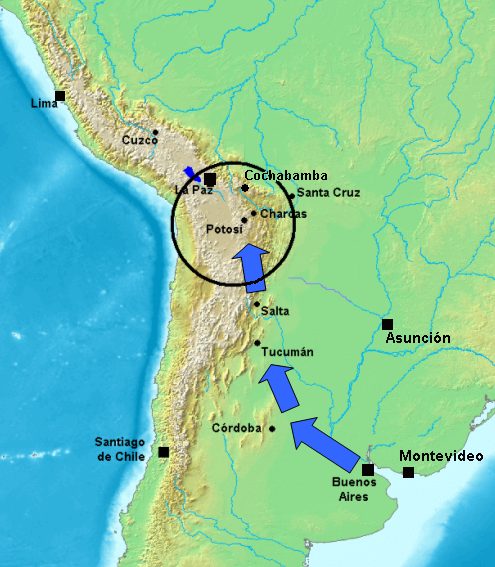
Alto Perú, objetivo do Exército do Norte enviado desde Buenos Aires.

O Exército do Norte, chamado nos documentos de sua época de Exército Auxiliar do Peru ou Exército do Peru, pois, ainda quando era argentino, seu objetivo era libertar o Alto Peru (atual Bolívia) e o Peru, foi o primeiro corpo militar destacado pelas Províncias Unidas do Río de la Plata na Guerra da Independência Argentina. Este exército foi comissionado para atuar, sob o comando, entre outros, de Manuel Belgrano, na região noroeste da atual República Argentina e Alto Peru (atual Bolívia), onde ocorreu uma das principais frentes de batalha contra os monarquistas leais à coroa da Espanha.
Sua ação na frente da independência começou em 1810 e terminou em 1817, com a derrota das forças comandadas por Gregorio Aráoz de Lamadrid na batalha de Sopachuy, em uma última tentativa de avanço sobre o Alto Peru. A partir daí, as ações ofensivas cessaram, ficando apenas em situação defensiva. A ofensiva já havia sido transferida para o Exército dos Andes, comandado por José de San Martín, que concebeu a ideia de chegar a Lima, principal reduto monarquista, por mar após a libertação do Chile.. O Exército do Norte, novamente sob o comando de Belgrano, foi chamado a intervir nas lutas internas suscitadas pelo conflito entre o governo central sediado em Buenos Aires e os caudilhos federais do Litoral. O Motim de Arequito (1820), causado pela relutância dos veteranos da frente da independência em se engajar em lutas internas, pôs fim à sua existência.
A Expedição Belgrano ao Paraguai levava anteriormente o nome de Exército do Norte, com o tempo passando a ser conhecida como aquela que atuava no Alto Peru.
Durante a guerra contra a Confederação Peru-Boliviana, um novo corpo militar recebeu o nome de Exército do Norte sob o comando de Alejandro Heredia, desaparecendo novamente após seu assassinato em 1838 na eclosão da rebelião conhecida como Coalizão do Norte, encerrando a guerra em 1839 com a vitória da restauração em Yungay e a retirada dos peruano-bolivianos do território argentino.

## Comandantes
- Francisco Antonio Ortiz de Ocampo (14 de junho de 1810 - 15 de novembro de 1810)
- John Joseph Castelli (6 de setembro de 1810 - junho de 1811) Representante do Conselho
- Antonio González Balcarce (15 de novembro de 1810 - setembro de 1811) comando militar sujeito a Castelli
- Francisco del Rivero (3 de agosto - 1 de setembro de 1811, não assumiu)
- Cornelius Saavedra (1 de setembro de 1811 - outubro de 1811)
- Juan Jose Viamonte (temporário entre setembro e outubro de 1811)
- Juan Martín de Pueyrredón (outubro de 1811 - 26 de março de 1812)
- Manuel Belgrano (26 de março de 1812 - 30 de janeiro de 1814)
- José de San Martin (30 de janeiro de 1814 - maio de 1814)
- Joseph Rondeau (maio de 1814 - 7 de agosto de 1816)
- Carlos María de Alvear nomeado em janeiro de 1815, não poderia assumir
- Manuel Belgrano (7 de agosto de 1816 – 11 de setembro de 1819)
- Francisco Fernandez de la Cruz (11 de setembro de 1819 - 8 de janeiro de 1820)